# Rifargia indecora
Rifargia indecora är en fjärilsart som beskrevs av William Schaus 1906. Rifargia indecora ingår i släktet Rifargia och familjen tandspinnare. Inga underarter finns listade.